# Еррисхё
Еррисхё (нем. Jerrishoe) — община в Германии, в земле Шлезвиг-Гольштейн.
Входит в состав района Шлезвиг-Фленсбург. Подчиняется управлению Эггебек. Население составляет 989 человек (на 31 декабря 2010 года). Занимает площадь 16,32 км².